# 越生町立越生小学校
越生町立越生小学校（おごせちょうりつおごせしょうがっこう）は、埼玉県入間郡越生町黒岩にある公立小学校。

## 規模
2020年度生徒数365名

## 沿革
- 1873年（明治6年）8月 - 旧越生村法恩寺に越生小学校を創立
- 1901年（明治34年）10月 - 越生尋常高等小学校と改称
- 1908年（明治41年）4月 - 越生高等小学校と改称
- 1941年（昭和16年）4月 - 越生国民学校と改称
- 1947年（昭和22年）
  - 4月 - 越生町立越生小学校と改称
  - 4月29日 - 越生小学校の校地に越生町立越生中学校が開校する[1]。
- 1956年（昭和31年）4月 - 校旗・校歌を制定
- 1969年（昭和44年）9月 - 越生中学校が現在地（越生町成瀬618番地）に移転する[1]。
- 1973年（昭和48年）11月 - 開校100周年、PTA25周年記念を実施
- 1977年（昭和52年） - 越生小学校の新校舎が落成する[1]。
- 1980年（昭和55年）1月 - 新校章を制定
- 2000年（平成12年）3月 - 耐震・大規模工事が竣工
- 2001年（平成13年）
  - 2月 - 給食室改修工事が竣工する。
  - 4月 - 文部科学省「歯・口の健康つくり」推進指定校となる
- 2002年（平成14年）1月 - プール改修工事が完了する。
- 2007年（平成19年）4月 - 2学期制を実施する。
- 2017年（平成29年）12月3日 - 認定NPO法人21世紀構想研究会が主催の第12回全国学校給食甲子園が女子栄養大学駒込キャンパスにて開催され、優勝の成績を収めた[2]。

## 通学区域
- 大字越生[3]、大字上野、大字如意、大字西和田、大字大谷、大字鹿下、大字古池、大字成瀬、大字黒岩、越生東1〜7丁目、上野東1〜4丁目

## 進学先中学校
- 越生町立越生中学校

## 所在地
埼玉県入間郡越生町黒岩251番地

## 交通アクセス
- JR東日本八高線・東武鉄道越生線越生駅より徒歩10分